# مصرف الوحدة
مصرف الوحدة هو أحد المصارف العاملة في ليبيا ومقره الرئيسي في مدينة بنغازي شرق البلاد. ويعتبر شركة مساهمة ليبية تأسست بموجب القانون رقم (153) لسـنة 1970 الصادر بتاريخ 22 / 12 / 1970.
رأس مال المصرف المدفوع 432 مليون دينار ليبي يملك صندوق التنمية الاجتماعية الاقتصادية 54.1% من الأسهم، القطاع الخاص 26.90%، والبنك العربي 19%.
يقدم المصرف الخدمات المصرفية بجميع أنواعها من خلال الفروع والوكالات التابعة له، البالغ عددها ((76)) فرعاً ووكالة والمنتشرة في جميع مدن وقرى ليبيا ومزودة بأحدث الأجهزة اللازمة للعمل المصرفي.
وفيما يتعلق بالمعاملات المصرفية الدولية فإن المصرف يتعامل مع شبكة من المراسلين في مختلف قارات العالم حيث بلغ عددهم ((247)) مراسلاً

## الخدمات التي يؤديها المصرف
يقدم مصرف الوحدة كافة الخدمات المصرفية بكفاءة، ومهنية عالية، والتي يمكن تلخيصها في النقاط التالية :
1- تقديم خدمات دفع الصكوك المسحوبة من الزبائن أو عليهم وتحصيلها.
2- الخدمات المتعلقة بالاعتمادات المستندية، والمستندات برسم التحصيل وخطابات الضمان.
3- إصدار وإدارة أدوات الدفع بما في ذلك السحوبات النقدية والتحويلات المالية وبطاقات الدفع والائتمان, والصكوك السياحية وغيرها.
4- التعامل بأدوات السوق النقدي، وبأدوات سوق راس المال، بيعاً وشراء سواءً لحسابه أو لحساب زبائنه.
5- شراء الديون وبيعها, سواء بحق الرجوع أو بدونه.
6- عمليات التمويل الايجاري.
7- التعاملات بالعملات الاجنبية في أسواق الصرف الآنية والآجلة.
8- إدارة إصدارات الأوراق المالية، والتعهد بتغطيتها، وتوزيعها والتعامل بها.
9- تقديم الخدمات الاستشارية وغيرها للمحافظ الاستثمارية، والقيام بخدمات أمين الاستثمار، ويشمل ذلك إدارة الأموال، واستثمارها لحساب الغير.
10- عمليات الإدارة والحفظ الأمين للأوراق المالية والأشياء الثمينة
11- تقديم خدمات الأمين أو المستشار المالي.
12- أي أعمال أخرى تتعلق بالنشاط المصرفي.

## وصلات خارجية
- الموقع الرسمي